# موزه ملی کلمبو
موزه ملی کلمبو، معروف به موزه ملی سریلانکا یکی از دو موزه کلمبو است. این بزرگ‌ترین موزه در سریلانکا است که توسط وزارت موزه ملی دولت مرکزی نگهداری و اداره می‌شود. این موزه شامل مجموعه‌هایی از اهمیت بسیار زیادی برای سریلانکا مانند سلطنت کشور است، از جمله تخت و تاج پادشاهان کندیان و همچنین بسیاری از نمایشگاه‌های دیگر که داستان سریلانکا باستان را بازگو می‌کنند.

## تاریخ

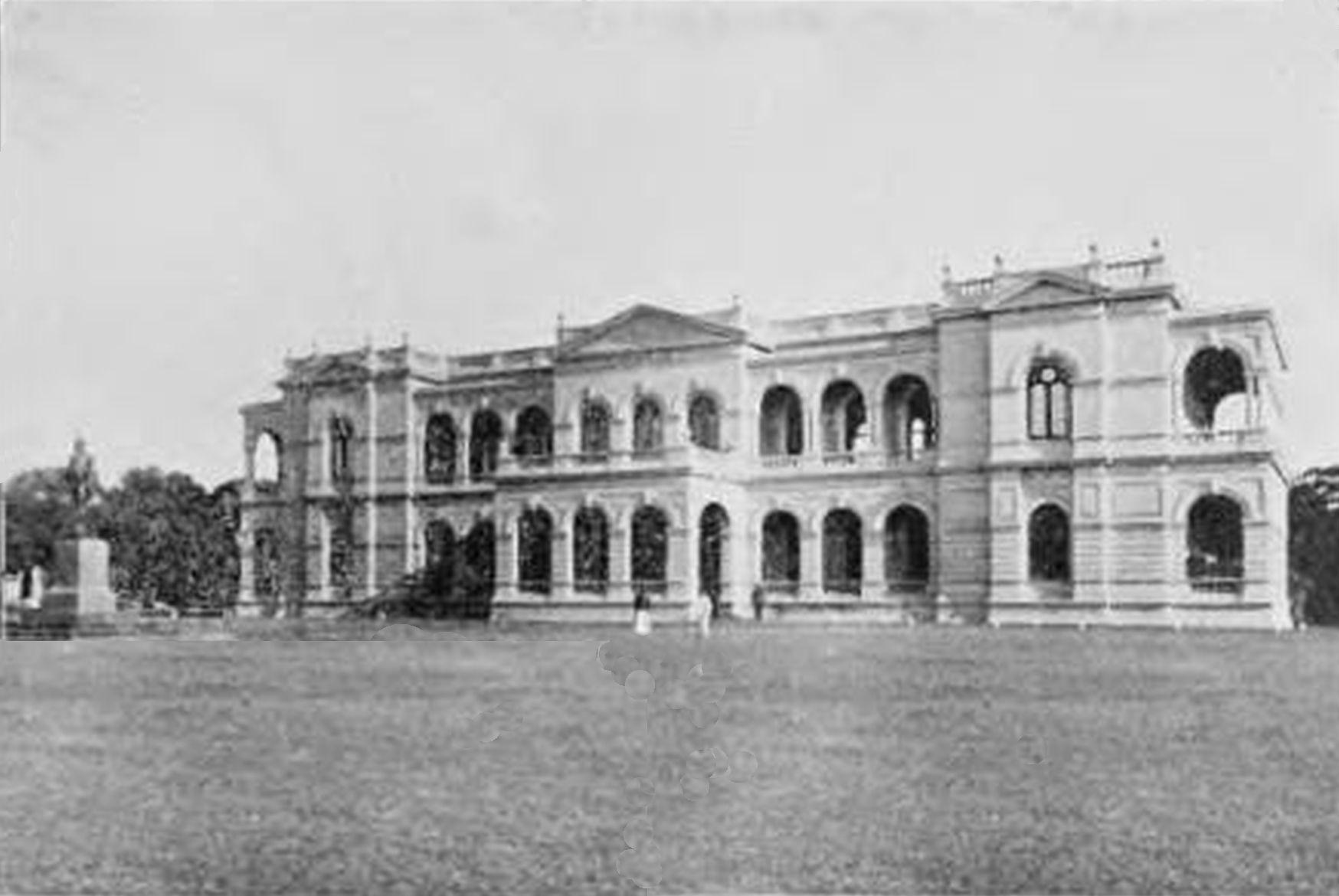
موزه در سال ۱۸۹۶

موزه کلمبو، همان‌طور که در یکم ژانویه ۱۸۷۷ تأسیس شد. بنیانگذار آن سر ویلیام هنری گریگوری فرماندار انگلیسی سیلان (سریلانکا) در آن زمان بود. انجمن آسیایی سلطنتی (CB) نقش مهمی را در اعلام گرگوری در هنگام انتصاب خود به عنوان فرماندار در سال ۱۸۷۲ داشت که نیاز به یک موزه عمومی با مشکلات زیادی تصویب شورای قانونگذاری ظرف یک سال به دست آمد. معمار گروه کارهای عمومی، جیمز جی. اسمیتر (۱۸۳۳ – ۱۹۱۰) توانست طرح‌هایی را برای ساختار جدید در سبک معماری ایتالیایی آماده کند. ساخت و ساز در سال ۱۸۷۶ به پایان رسید و موزه فعالیت خود را در سال بعد آغاز کرد.